# Real Bout Fatal Fury Best Collection
Real Bout Fatal Fury Best Collection is een videospel voor het platform Sega Saturn. Het spel werd uitgebracht in 1998. 